# Ferenc Szilágyi
Ferenc Szilágyi, pseudonimi: Francisko Szilágyi, Silabo, Silag, Sife, Fersil, F. S. (Budapest, 1º febbraio 1895 – 1º dicembre 1967), è stato un esperantista e scrittore ungherese.
È stato caporedattore della società letteraria Vajda János e collaboratore di diversi giornali ungheresi. Esperantista dal 1924, ha contribuito alle riviste Hungara Heroldo, Heroldo de Esperanto, Litova Esperanto-Revuo, Pola Esperantisto, Sveda Esperanto-Gazeto e Literatura Mondo. 
Szilágyi è conosciuto come autore di prosa, soprattutto di novelle: la sua prima raccolta, Trans la Fabeloceano ("Oltre l'oceano delle favole"), fu pubblicata nel 1931. Nel dopoguerra vennero date alle stampe La granda aventuro ("La grande avventura", 1945), Inter sudo kaj nordo ("Fra sud e nord", 1950) e Koko krias jam ("Il gallo grida già", 1955). Nel 1958 Szilagy pubblicò il romanzo Mistero minora. Nel 1955 fu tra i fondatori della rivista Norda Prismo.
Traduttore di opere dall'ungherese e dallo svedese in esperanto, ha scritto anche poesie originali, alcune delle quali pubblicate nell'antologia Dekdu Poetoj ("Dodici poeti", 1934).

## Opere
- Trans la Fabeloceano (1932)
- La granda Aventuro (1945)
- Inter Sudo kaj Nordo (1950)
- Koko krias jam (raccolta di novelle, 1955)
- Mistero minora (1958)
- Sveda Novelaro
- Rapsodioj

### Traduzioni
- Poemaro el Hungarlando (1929)
- Pentroarto en Malnova Hungarujo, (1932)
- Mi serĉis oron kaj oleon, sed trovis...
- Ni en Skandinavio

### Sussidiari
- La simpla Esperanto
- Ellernu

| Controllo di autorità | VIAF (EN) 22131935 · ISNI (EN) 0000 0001 0855 7995 · LCCN (EN) n82087092 · GND (DE) 130410926 · BNF (FR) cb10455661z (data) · J9U (EN, HE) 987007338910105171 · CONOR.SI (SL) 35747939 |